# Фаустул
Фаустул (на латински: Faustulus, i, m) в римската митология е овчарят, който открива невръстните Ромул и Рем.

## Легенда
Според легендата, когато водата в реката, по която се носели Ромул и Рем, пресъхнала, люлката с децата останала на сушата и вълчица от околните хълмове идвайки да пие вода, чула детския плач. Тя започнала да кърми и така я намерил пастира на царските стада - Фаустул. Той взел децата със себе си и ги дал на своята жена Ларенция.
Първообраза на Ларенция била богинята Ака Ларенция, т.е. майката на ларите (духове-хранители). Понякога тя е отъждествявана с вълчицата, откърмила Ромул и Рем, които се считали за лари на град Рим. В някои версии на мита Ларенция е спомената като проститутка (известни на латински като lupae или вълчици). Към името Фаустул по-късно предявява претенции римска фамилия, чийто член изсича монета, изобразяваща Фаустул с близнаците и вълчицата.